# Flavius Mallius Theodorus
Flavius Mallius Theodorus eller Flavius Manlius Theodorus var en romersk författare och politiker. Han har blivit föremål för en panegyrik av Claudianus.
Theodorus tros ha haft en omfattande administrativ karriär, som advokat vid praetorianprefektens hov, guvernör i Afrika och Makedonien, tjänsteman vid kejsar Gratianus hov och praetorianprefekt för Gallien. Tillsammans med Eutropius var han år 399 konsul. Han skrev en handbok i metrik, Grammatici latini, och enligt Claudianus författade han även böcker i ämnena geometri, astronomi och filosofi.